# كشتعار
كشتعار  قرية سوريّة تتبع إداريّاً لمحافظة حلب منطقة أعزاز ناحية تل رفعت، بلغ تعداد سكانها 38 نسمة حسب التعداد السكاني لعام 2004.